# Hans-Martin Gauger
Hans-Martin Gauger (* 19. Juni 1935 in Freudenstadt; † 26. Juni 2024) war ein deutscher Romanist, Sprachwissenschaftler und Autor.

## Leben und Wirken
Hans-Martin Gauger wuchs in Saulgau in der französischen Besatzungszone auf. Durch ein französisches Stipendium besuchte er das Collège Decourdemanche in Tübingen und daraufhin das Collège Pierre Brossolette in Konstanz. 1954 machte er sein Abitur an einer deutschen Schule in Biberach. Gauger studierte Romanistik, Germanistik und Anglistik sowie Philosophie in Tübingen, Leicester, Santander und Paris. 1960 promovierte Gauger und machte 1962 sein Staatsexamen in Französisch und Englisch. Lehrer waren unter anderem Walter Schulz und Mario Wandruszka. 
Im Jahre 1968 habilitierte er sich und wurde 1969 zum Universitätsprofessor an der Albert-Ludwigs-Universität in Freiburg berufen. Von 1971 bis 1974 war er stellvertretender Rektor (Prorektor) in Freiburg. 1981/82 war er Fellow des Wissenschaftskollegs zu Berlin. Im Jahr 2000 schied Gauger als Professor an der Albert-Ludwigs-Universität aus.
Gaugers Forschungsschwerpunkte lagen im Bereich der Romanischen Philologie, der Sprachtheorie sowie der philosophischen Sprachwissenschaft. Dabei war es ihm ein besonderes Anliegen, im Übergangsgebiet zwischen Literatur- und Sprachwissenschaft zu arbeiten, wobei ihm daran lag, seine Thesen einer breiteren, auch außerwissenschaftlichen Öffentlichkeit zugänglich zu machen – eine Leistung, für die ihm 1984 der Deutsche Sprachpreis verliehen wurde. Sein Werk war u. a. geprägt durch die Freundschaft zum Historiker Golo Mann sowie die Freund- und Bekanntschaften zu Schriftstellern wie Martin Walser, Georges-Arthur Goldschmidt und Elazar Benyoëtz. Hans-Martin Gauger widmete sich besonders auch Schriftstellern aus dem Südwesten Deutschlands, beispielsweise Johann Peter Hebel.
Während seines Studiums trat er in die Verbindung Normannia Tübingen ein. Seit 1982 war er Mitglied der Deutschen Akademie für Sprache und Dichtung in Darmstadt und war von 1984 bis 1989 deren Vizepräsident. 1996–98 war er Turmschreiber der Stadt Deidesheim. Im Jahre 1994 erhielt Gauger den Bayerischen Literaturpreis (Karl-Vossler-Preis) für wissenschaftliche Darstellungen von literarischem Rang.
Er war auch korrespondierendes Mitglied der Österreichischen Akademie der Wissenschaften und seit 2010 Mitglied der Sektion Literatur der Bayerischen Akademie der Schönen Künste. Hans-Martin Gauger war Literaturkritiker für die Frankfurter Allgemeine Zeitung und Mitglied in Gremien namhafter Literaturpreise.
Seit 2011 war Gauger Mitglied der Bürgerinitiative Pro Kulturhauptstadt Freiburg.

## Auszeichnungen (Auswahl)
- Deutscher Sprachpreis (1984)
- Karl-Vossler-Preis (1994)
- Oberrheinischer Kulturpreis (1996)[8]

## Veröffentlichungen (Auswahl)
- Wort und Sprache: Sprachwissenschaftliche Grundfragen. M. Niemeyer, Tübingen 1970, ISBN 3-484-22001-5.
- Durchsichtige Wörter. Zur Theorie der Wortbildung. Winter, Heidelberg 1971, ISBN 3-533-02131-9.
- mit Nelson Cartagena: Vergleichende Grammatik Spanisch-Deutsch. 2 Bd. Dudenverlag, Mannheim 1989.
- Davids Aufstieg. Erzählung. C. H. Beck, München 1993, ISBN 3-406-37378-X.
- Über Sprache und Stil. C. H. Beck, München 1995, ISBN 3-406-39207-5.
- Was wir sagen, wenn wir reden. Carl Hanser, München 2004, ISBN 978-3-446-20480-5.
- Vom Lesen und Wundern. Das Markus-Evangelium. Suhrkamp Verlag, Frankfurt 2005, ISBN 978-3-518-41729-4.
- Das ist bei uns nicht Ouzo: Sprachwitze. C. H. Beck, München 2006, ISBN 978-3-406-55963-1.
- Das Feuchte & das Schmutzige. Kleine Linguistik der vulgären Sprache. C. H. Beck, München 2012, ISBN 978-3-406-62989-1.[9]
- Herr Professorin. (2013) In: A. Baumann, A. Meinunger (Hrsg.): Die Teufelin steckt im Detail. Zur Debatte um Gender und Sprache. Kulturverlag Kosmos, Berlin 2017, S. 57.
- Na also, sprach Zarathustra. C. H. Beck, München 2014, ISBN 978-3-406-65931-7.